# Leidse Psalter van Lodewijk de Heilige

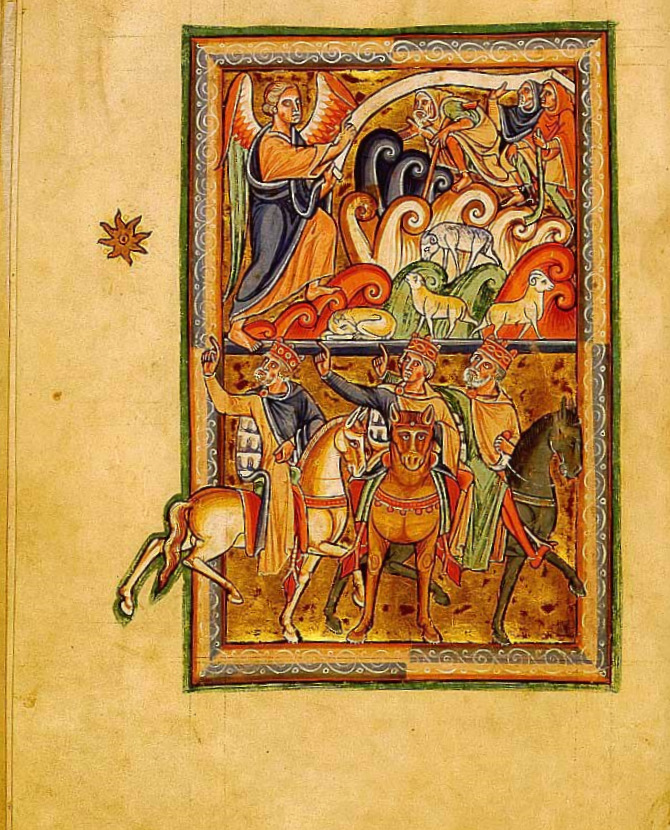
Folium 16v van het psalter: Een miniatuur met twee episodes. Boven is de verkondiging van Jezus' geboorte aan de herders verbeeld. Daaronder bevinden zich de drie koningen die wijzen naar de ster die hen naar de geboorte leidde. Opvallend is het levendige element dat deze ster en de achterbenen van een van de paarden buiten de randen van de eigenlijke decoratie zijn geplaatst.

Het psalter van Lodewijk de Heilige is een geïllumineerd handschrift vervaardigd rond 1190. Het psalter wordt bewaard in de universiteitsbibliotheek van Leiden onder inventarisnummer BPL 76 A en ontleent zijn naam aan een van de vroegere bezitters van het werk, de Franse koning Lodewijk IX. Het handschrift is geschreven op perkament, meet 245x178 mm en heeft 185 folia. Het werk valt uiteen in drie delen. De eerste zes folia bevatten een liturgische kalender, de folia 7 tot en met 29 zijn voorzien van paginagrote verluchtingen en de overige folia bevatten het eigenlijke psalter.
Henri Omont (1857-1940), conservator van de afdeling handschriften van de Bibliothèque nationale de France, schetste in 1902 de reputatie van het handschrift:
Naast alle prachtige, verluchte psalters uit koninklijke bezit, die gekopieerd en geïllumineerd zijn in de dertiende en veertiende eeuw, verdient het psalter van Lodewijk de Heilige, dat nu sinds meer dan anderhalve eeuw bewaard wordt in de bibliotheek van de universiteit van Leiden, het een vooraanstaande plaats in te nemen. Het dankt zijn faam evenzeer aan de rijkdom van zijn decoraties als aan de oude overlevering, tot tweemaal neergeschreven op zijn folia, dat het psalter toebehoorde aan de Heilige Lodewijk en dat hij eruit leerde lezen.— Henri Omont

## Herkomst van het psalter
Het handschrift werd waarschijnlijk aan het eind van de 12e eeuw vervaardigd in Noord-Engeland voor Godfried Plantagenet (1152-1212), de 32e aartsbisschop van York. Godfried was de buitenechtelijke zoon van Hendrik II en tussen 1173 en 1182 al bisschop van Lincoln geweest. In augustus 1189 werd hij door zijn halfbroer Richard Leeuwenhart aangesteld als aartsbisschop van York, mogelijk om hem zo als troonpretendent uit te schakelen. Dat het handschrift inderdaad in de omgeving van Godfried is ontstaan, blijkt onder andere uit een vermelding op de kalender in het psalter. Bij de datum 7 juli is de volgende tekst toegevoegd: "Obitus Henrici, regis Angl[orum], patris domini G., Eboracensis archiepiscopi", wat zoveel betekent als, "overlijden van Hendrik, koning van Engeland, vader van onze heer G., aartsbisschop van York.

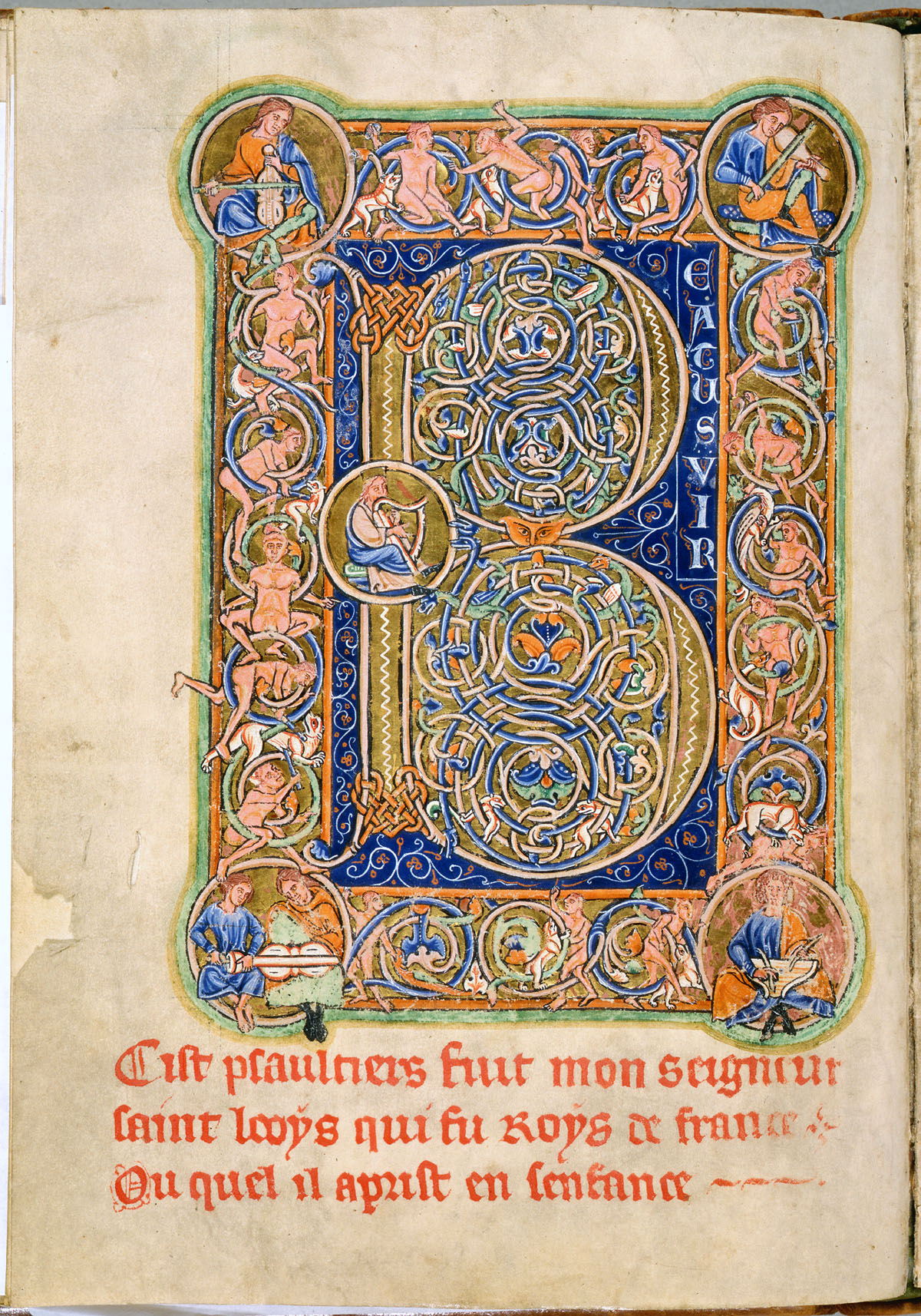
Folium 30v: De openingsinitiaal B van psalm 1, "Beatus vir" ("Gezegend is de man"). Onderaan het folium bevindt zich de veertiende-eeuwse toevoeging die het psalter als leerboek van Lodewijk de Heilige aanmerkt. De verluchting met de musicerende figuren is typisch voor een psalter. Centraal in de B bevindt zich koning David die op zijn harp speelt. De verstrengelde naakte figuren en dieren die de randversiering vormen, zijn kenmerkend voor de romaanse boekverluchting. Ze worden vaak aangeduid met de term gymnastische decoratie.

### Frans koninklijk bezit (?-1398)
Het handschrift duikt hierna voor het eerst weer op in Frans koninklijk bezit. Het is niet volstrekt duidelijk hoe het daar terechtgekomen is. Een theorie wil dat het werk na het overlijden van Godfried in 1212 geschonken is aan Lodewijk VIII van Frankrijk toen deze in 1216 uitgeroepen werd tot koning van Engeland. Vaker wordt echter aangenomen dat het werk al eerder in Franse handen terechtkwam, namelijk via Filips II Augustus, de vader van Lodewijk VIII. In 1202 laaide een eerder conflict tussen deze Filips II en de Engelse koning Jan zonder Land weer op. Filips annexeerde daarop alle Engelse bezittingen op het continent. Het is mogelijk dat hij op een zeker moment tijdens dit conflict het handschrift in zijn bezit kreeg.
Over de volgende koninklijke bezitter van het handschrift bestaat meer duidelijkheid. Het werd door een van beiden geschonken aan Blanca van Castilië, sinds 1200 de vrouw van Lodewijk VIII. Dit valt wederom af te leiden uit de kalender. Bij 6 oktober is namelijk de tekst "Obiit Aldefonsus, rex Castelle et Toleti" toegevoegd. Deze verwijzing naar het overlijden van Alfons VIII van Castilië, de vader van Blanca, maakt het aannemelijk dat zij het boek in bezit heeft gehad. Overigens wordt tegenwoordig aangenomen dat Alfons op 5 oktober 1214 overleed.
Na Blanca kwam het handschrift in bezit van zijn meest fameuze eigenaar, haar zoon Lodewijk de Heilige. Aan Lodewijk herinneren twee vrijwel identieke veertiende-eeuwse toevoegingen aan het psalter. Onderaan folium 30 verso staat vermeld: "Cist psaultiers fuit mon seigneur saint looys qui fu roys de france, ouquel il aprist en senfance" en onderaan het laatste folium (185r) staat te lezen: "Cist psaultiers fu mon seignor saint looys qui fu roys de france, ou quel il aprist en sanfance". Dit kan vertaald worden als, "Dit psalter was van mijn heer de heilige Lodewijk, die koning was van Frankrijk en waaruit hij heeft geleerd [te lezen] tijdens zijn kinderjaren." De jonge Lodewijk had dus volgens deze tekst niet alleen het boek in bezit maar heeft er ook uit leren lezen. Dit opmerkelijke feit maakte het handschrift uitermate waardevol voor de Franse koninklijke familie. Nadat Lodewijk in 1297 heilig was verklaard werd het psalter feitelijk een relikwie.
Het psalter bleef hierna lang in koninklijk bezit en werd overgeërfd langs vrouwelijke lijn. De verschillende bezitters zijn bekend door een vermelding in het codicil van Blanca van Navarra uit 1396. Lodewijk had het geschonken aan zijn jongste dochter Agnes. Na haar kwam het in bezit van haar dochter Johanna. Zij trouwde in 1313 met de latere koning Filips VI van Frankrijk. Na het overlijden van Johanna in 1349 bleef het psalter in handen van Filips die het daarop schonk aan zijn tweede vrouw, Blanca van Navarra. Hierna verliet het handschrift de Franse koninklijke bibliotheek want Blanca schonk het in haar codicil aan haar stief-kleinzoon Filips de Stoute.

### Het psalter in de Bourgondische librije (1398-?)
Deze hertog stond niet alleen aan de basis van de Valois-Bourgondische dynastie maar was ook de grondlegger van de zogenoemde Librije van Bourgondië. Deze bibliotheek, die door de opeenvolgende Bourgondische hertogen steeds verder uitgebreid werd met vele prachthandschriften, had bij de dood van Karel de Stoute in 1477 de indrukwekkende omvang van bijna duizend handschriften. Het handschrift wordt nog tweemaal in een inventaris van de librije vermeld (in 1420 na het overlijden van Jan zonder Vrees en in 1467-69 bij de dood van Filips de Goede) maar heeft op een zeker moment de bibliotheek weer verlaten. De laatste vermelding van het handschrift is te vinden op een waarschijnlijk vroegzestiende-eeuws lijstje van boeken die tijdelijk uit de bibliotheek geleend zijn. Daarna verdwijnt het uit beeld.

### In de Leidse universiteitsbibliotheek (vanaf 1741)
Pas in 1741 duikt het psalter daarna weer op als Johan van den Bergh het aan de Leidse universiteitsbibliotheek schenkt. Van den Bergh (1664-1755) was meerdere malen burgemeester van Leiden en secretaris van de curatoren van de universiteit in die stad. Onduidelijk is hoe hij het handschrift in zijn bezit kreeg. Wellicht gebeurde dit tijdens zijn verblijf tussen 1706 en 1716 in de Zuidelijke Nederlanden. Samen met Jacob Hop was hij toen gedeputeerde ter velde van de Raad van State.
Het manuscript werd binnen de universiteitsbibliotheek ondergebracht in de deelcollectie Bibliotheca Publica Latina, waar het ook zijn inventarisnummer aan ontleent. Deze collectie van handschriften in Latijns schrift vormt sinds het aanstellen van Janus Dousa in 1585 als eerste bibliothecaris de kern van de handschriftencollectie. Het handschrift is ook digitaal beschikbaar via Digital Collections. 

## Inhoud van het handschrift

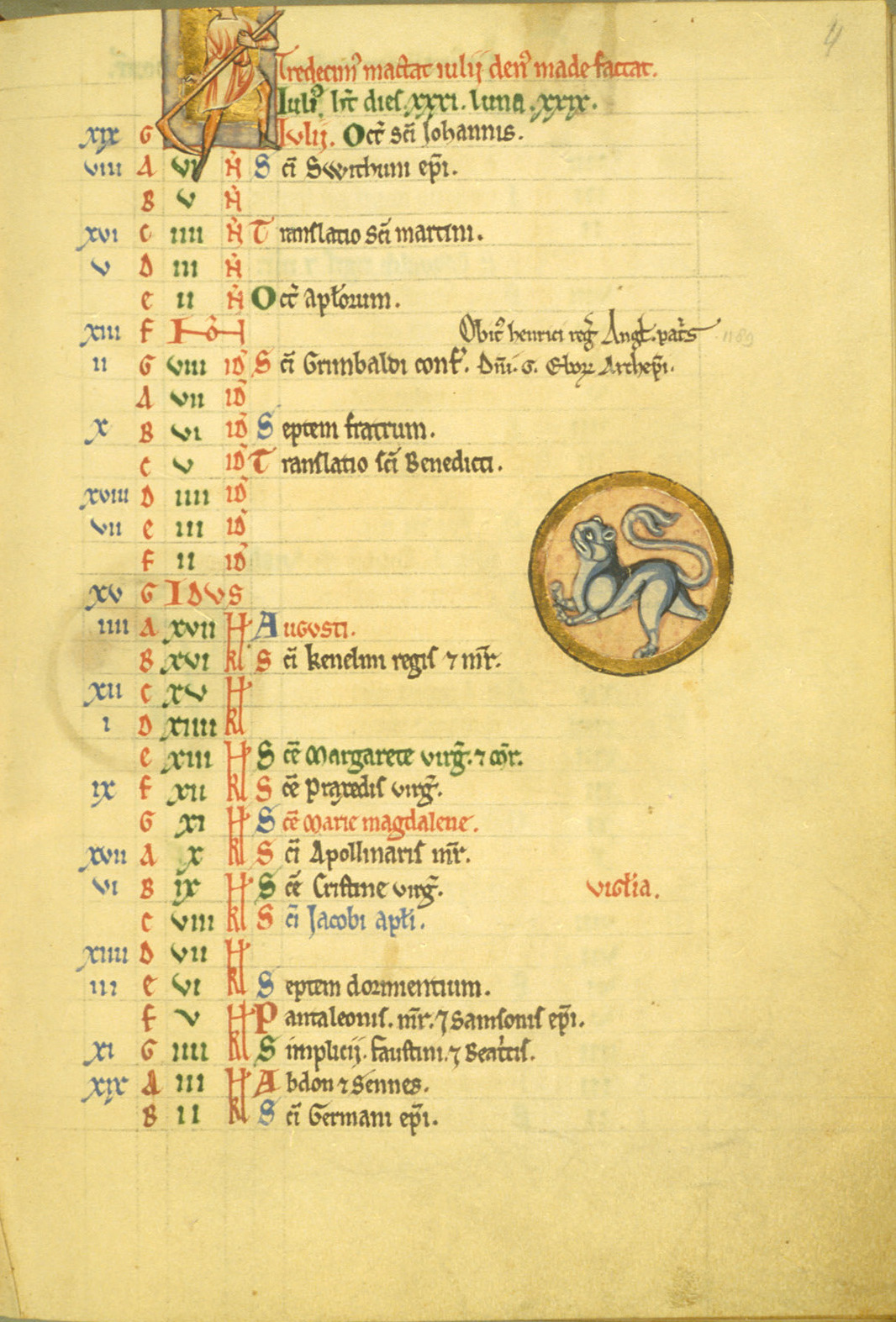
Folium 4r: De maand juli van de kalender.

### De kalender (1r-6v)
Zoals de meeste psalters wordt ook dit exemplaar voorafgegaan door een kalender. De middeleeuwse kalender was ingedeeld volgens het juliaanse systeem en had dus net als tegenwoordig 365 dagen verdeeld over 12 maanden en eens in de vier jaar een schrikkeldag. De indeling van deze maanden volgde eveneens het Romeinse systeem. Hierbij kende iedere maand slechts drie dagen met een naam: kalends, nones en ides. Alle andere dagen werden aangeduid door het verschil met de daaropvolgende dag met een naam aan te duiden.
De kalenders die voorafgaan aan psalters of getijdenboeken zijn altijd eeuwigdurende kalenders. Dit houdt in dat alleen de vaste feestdagen aangegeven worden. Daarnaast zijn vaak tabellen opgenomen om de paasdatum uit te kunnen rekenen.
In het psalter van Lodewijk de Heilige is elk folium van de kalender gereserveerd voor een aparte maand en telkens op eenzelfde wijze ingedeeld. De kalender opent met januari. Hier is de maand juli afgebeeld, die dus als voorbeeld kan gelden voor de hele kalender.
Het folium opent met een in rode inkt geschreven hexameter met binnenrijm: "Tredecimus mactat iulii decimus madefactat". Dit vreemde vers (het vertaalt als: "De dertiende doodt, de tiende van juli voert dronken") is een ezelsbruggetje om de dies Aegyptiaci te onthouden. Deze zogenoemde "Egyptische dagen" werden beschouwd als ongeluksdagen en waren bijvoorbeeld niet geschikt om een aderlating te ondergaan. In elke maand kwamen twee van dergelijke dagen voor. Het getal in het eerste couplet moest vanaf het begin van de maand geteld worden, het tweede getal vanaf het eind. Voor juli zijn dit dus de 13e en de 22e. Overigens is dit vers een variant op de veel gebruikelijkere versie "Tredecimus mactat, iulii decimus labefactat." (De dertiende doodt, de tiende van juli vernietigt)
In groene inkt volgt daaronder een regel die het aantal dagen van de maand en het aantal dagen van de maanmaand aangeeft. In het geval van juli is dit: "Iulius habet dies xxxi. Luna xxix." (juli heeft 31 dagen en een maanmaand van 29 dagen).
Links hiervan bevindt zich een miniatuur die verwijst naar de werken van de maand. Bij de hooimaand juli is een boer bezig met maaien met een zeis. Hier is ook goed te zien dat het manuscript op een zeker moment bijgesneden is. De miniatuur is hierbij aan de bovenzijde ernstig bekort. Aan de rechterzijde, halverwege het folium is een tweede miniatuur te vinden met het teken van de dierenriem van de maand. Voor juli is dit de leeuw. De rest van het folium wordt ingenomen door de eigenlijke kalender. Deze is verdeeld in vijf kolommen.
De eerste kolom bevat bij bepaalde dagen Romeinse getallen, lopend van 1 tot 19 in een vaste volgorde (14,3,11,19,8,16,5,13,2,10,18,7,15,4,12,1 9,17,6). Dit zijn de zogenoemd gulden getallen. Deze getallen werden gebruikt om de stand van de maan op een bepaalde datum te bepalen, rekening houdend met de cyclus van Meton. Deze cyclus van 19 jaar begint in een jaar waarin het op 22 maart nieuwe maan is. Het verschil in stand van de maan in het volgende jaar op die datum wordt aangeduid met de epacta. De negentien getallen geven aan in welk jaar van de cyclus het op die datum nieuwe maan is. In het voorbeeld van juli betekent dit dat het op 1 juli (XIX) in het negentiende jaar van de cyclus van Meton nieuwe maan is.
De volgende kolom bevat de zondagsletter. Omdat de 365 dagen van een jaar niet precies in 52 weken passen (er blijft elk jaar 1 dag over) kunnen in een eeuwigdurende kalender de dagen van de week niet bij naam aangeduid worden. Deze verschuiven elk jaar namelijk met een dag. Om dit te ondervangen zijn de zeven dagen van de week voorzien van de letters A tot en met G, de zondagsletters. Als 1 januari op een zondag valt dan wordt het jaar aangeduid met A. Samen met het gulden getal en een paastabel kon hiermee voor ieder jaar de paasdatum berekend worden. De maand juli begint met de opeenvolgende dagen GABCDEF.
Kolom 3 en 4 duiden de dag van de maand aan ten opzichte van de drie dagen met een naam: kalends, nones en ides. Kalends is altijd de eerste dag van de maand. Nones is de vijfde dag, behalve in maart, mei, juli en oktober, dan is het de zevende dag. Ides is de dertiende dag, behalve in de vier genoemde maanden, dan is het de vijftiende dag. 1 juli komt dus overeen met de kalends van juli. 2 juli is genoteerd als VI N, de zesde dag voor nones, 7 juli. Bij de telling wordt de dag met een naam dus meegeteld. Aan het eind van de maand worden de dagen geteld ten opzichte van de kalends van de volgende maand. 30 juli is dus bijvoorbeeld ‘’III kl’’.
De laatste kolom bevat de heiligendagen. Hierbij verraadt het psalter door het grote aantal typische Engelse heiligen zijn afkomst. Enkele opvallende dagen in juli zijn:
- 1 juli (kalends van juli): Octaafdag van de geboorte van Johannes de Doper (Oct[ave] S[an]c[t]i Iohannis)
- 8 juli (VIII ides): Sint Grimbaldus, belijder (S[an]c[t]i Grimbaldi conf[essoris])
- 17 juli (XVI kalends): Kenelm van Mercia, koning en martelaar (Kenelini regis et m[arty]r[is])

### De verluchtingen (7r-29v)

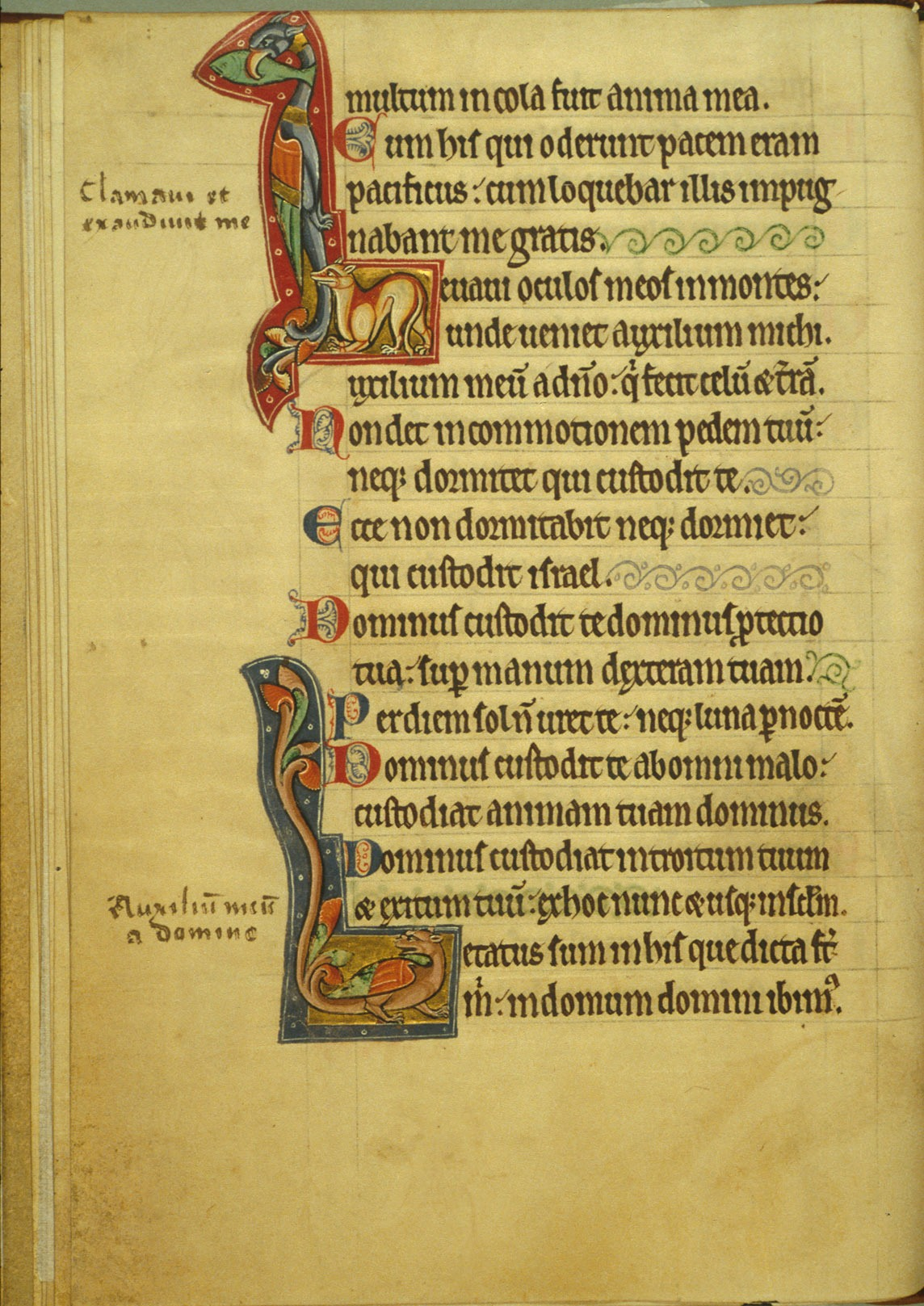
Folio 150r: Twee zogenoemde zoömorfe initialen. De beide openingsletters zijn grotendeels opgebouwd uit (fantasie)dieren. De bovenste initiaal L is van psalm 120 “Levavi oculos meos” (“Ik sla mijn ogen op”). De tweede initiaal, eveneens een L, is van psalm 121 “Letatus sum” (“Verheugd ben ik”).

Volgend op de kalender bevinden zich 23 folia voorzien van verluchtingen. Deze zijn telkens twee aan twee gerangschikt met de achterzijden van de perkamenten folia blanco gelaten om doordrukken te voorkomen. De verluchtingen meten telkens 160 x 110 m (op folia van 245 x 178 mm). De meeste afbeeldingen bestaan uit een twee boven elkaar geplaatste scènes. De eerste acht folia bevatten verbeeldingen van episodes uit het Oude Testament, De andere vijftien zijn ontleend aan het Nieuwe Testament. Een werkelijke samenhang met de psalmen is er dus niet. De miniaturen zijn zeer rijk uitgevoerd met vaak een gouden achtergrond. De stijl is typisch romaans met statische figuren en zwaar vallende plooien in de kleding. Het beperkte kleurengebruik, met louter rood-, blauw- en groentonen, keert in aller miniaturen terug. Dit zorgt voor eenheid tussen de verschillende afbeeldingen. Een opvallend aspect is dat vele figuren buiten of op de beeldrand stappen.
Hieronder wordt een overzicht gegeven van de onderwerpen van de verschillende miniaturen.

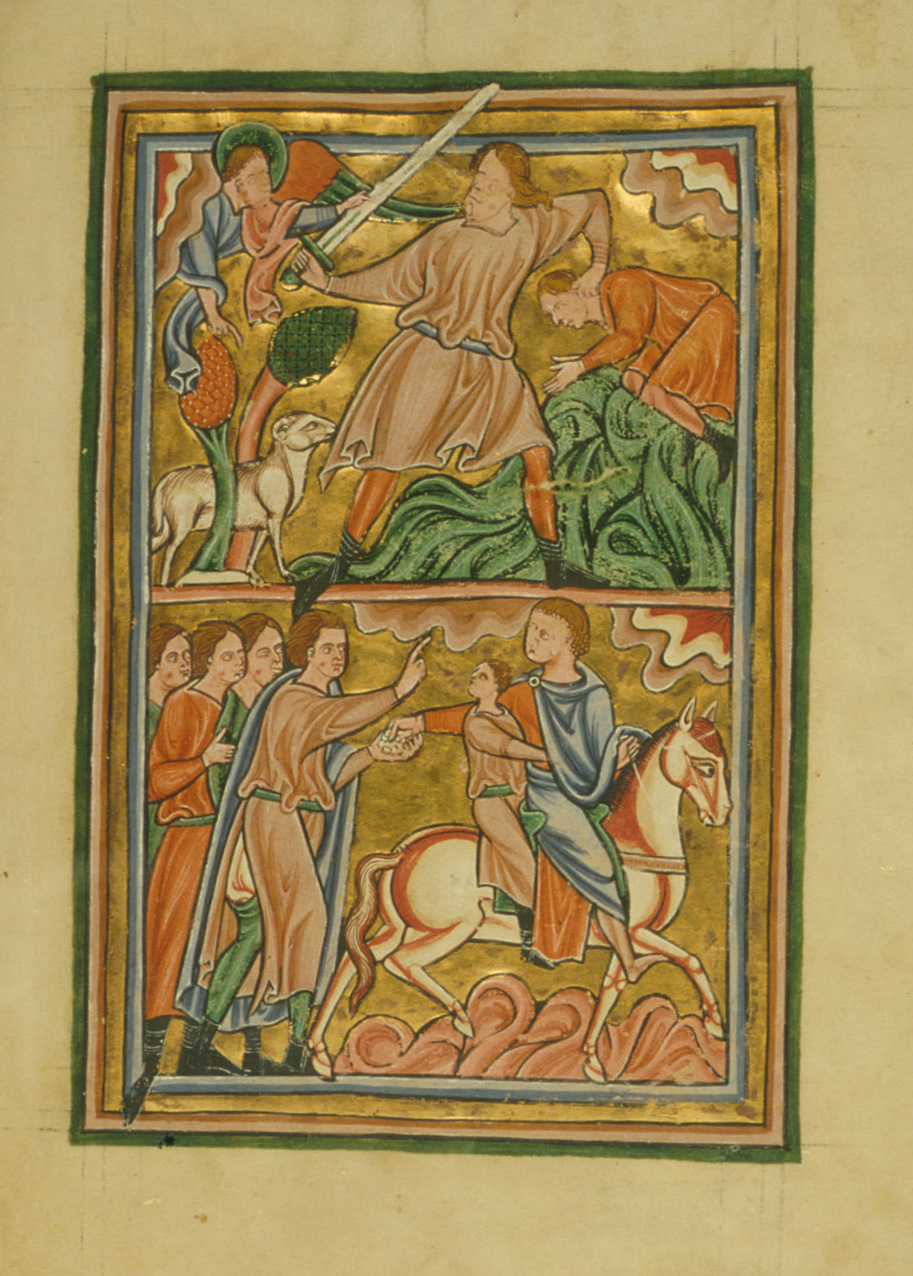
13recto.
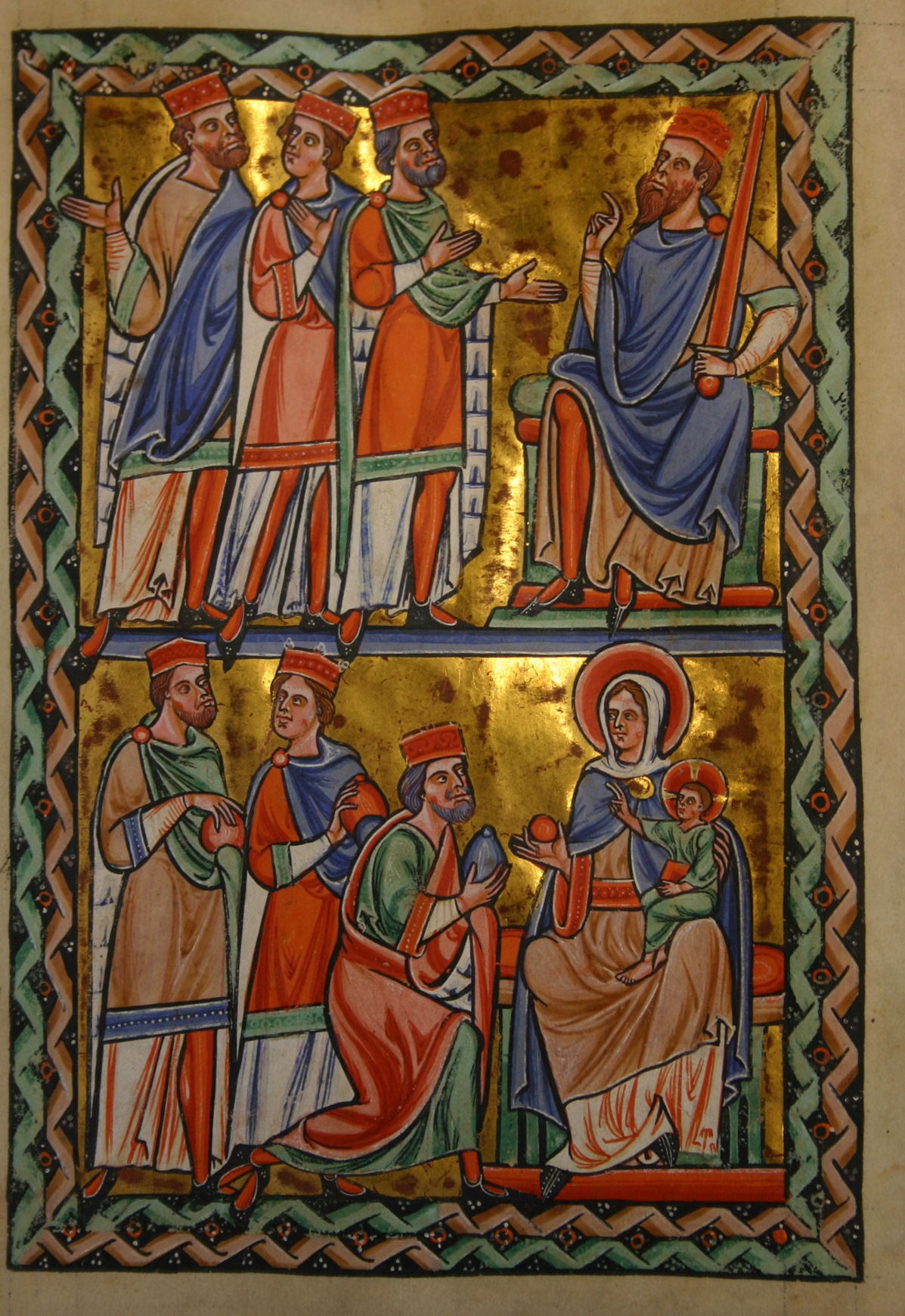
17recto.
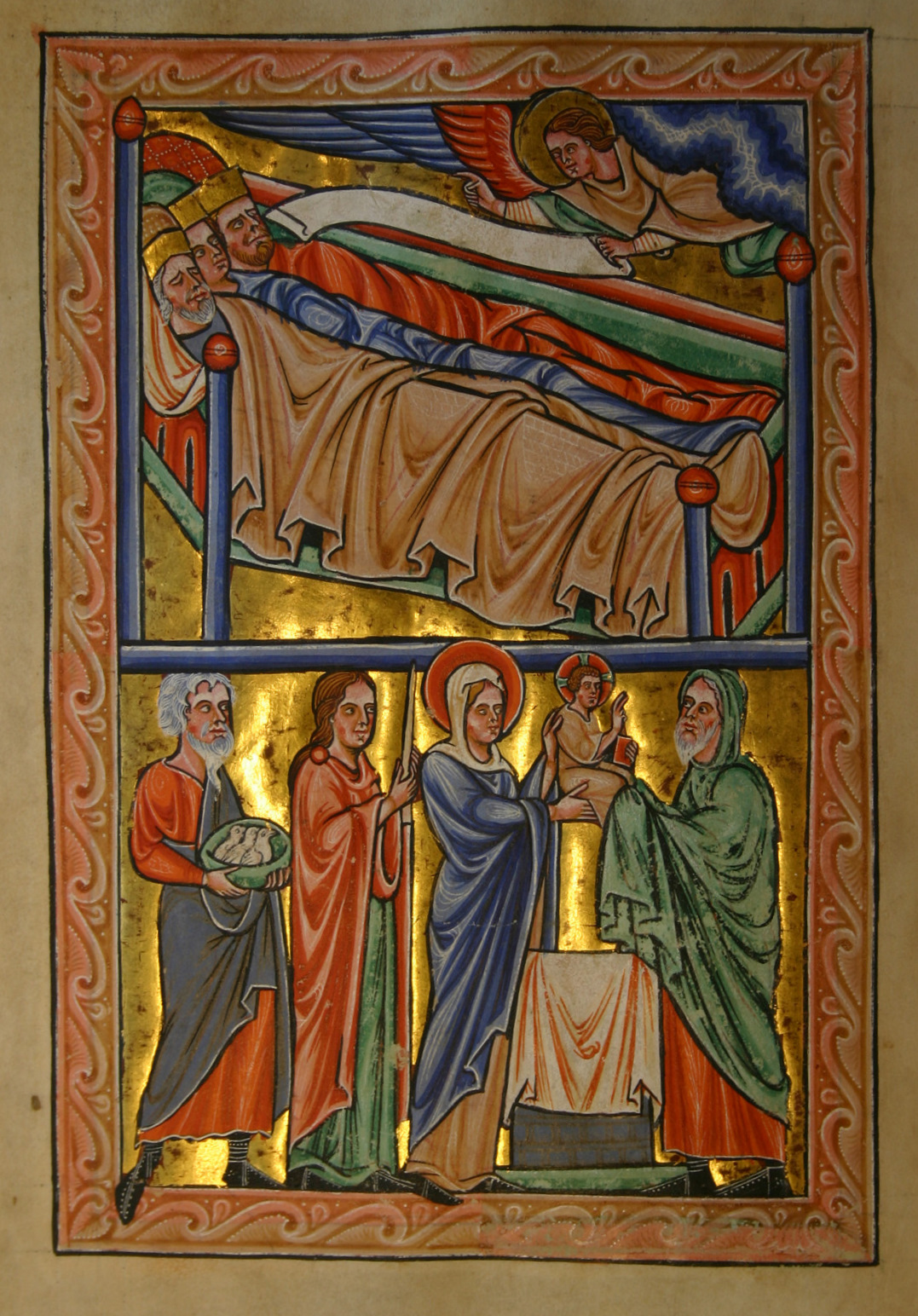
18verso.
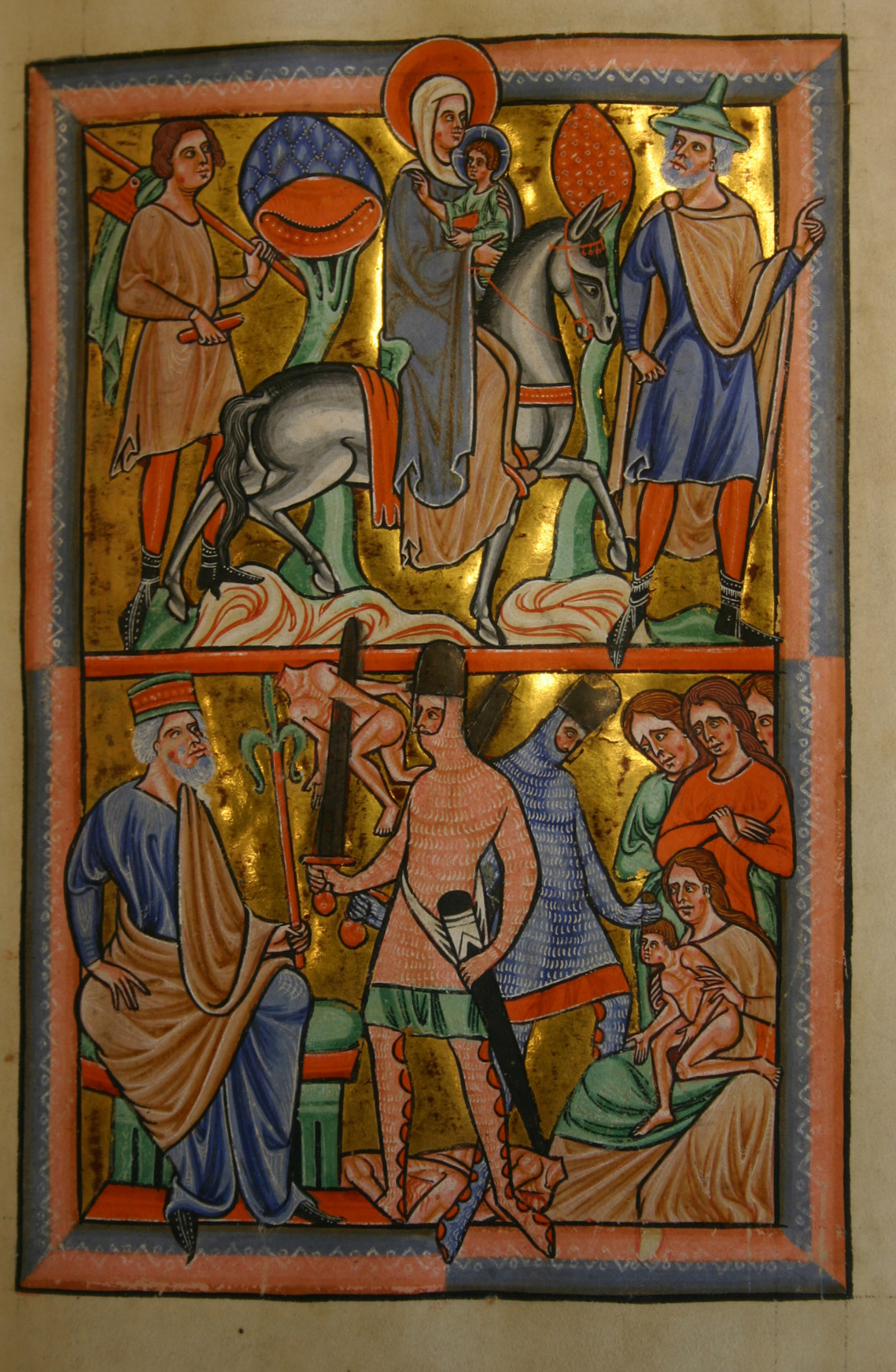
19recto.

| folium | onderwerp (bovenste voorstelling)                                                        | onderwerp (onderste voorstelling)                                        |
| 7r     | De schepping                                                                             | De schepping                                                             |
| 8v     | Uitleg aan Adam en Eva over de boom der kennis                                           | De zondeval                                                              |
| 8v     | De verdrijving van Adam en Eva uit het Paradijs                                          | Adam en Eva bewerken het land                                            |
| 10v    | De offers van Kaïn en Abel. Kaïn die Abel vermoordt                                      | De opdracht van God aan Noach om een ark te bouwen en de bouw van de ark |
| 11r    | De terugkomst van de duif met een olijftak                                               | De dronkenschap en naaktheid van Noach                                   |
| 12v    | Het verbond tussen God en Abraham. Abraham en Hagar met hun zoon Ismaël.                 | Abraham en de drie engelen                                               |
| 13r    | Het offeren van Isaak                                                                    | Jozef, verkocht door zijn broers, wordt meegenomen naar Egypte           |
| 14v    | Simson in gevecht met de leeuw                                                           | Simson vernietigt de tempel                                              |
| 15r    | De Annunciatie. De visitatie                                                             | De geboorte van Jezus                                                    |
| 16v    | De verkondiging aan de herders                                                           | De drie koningen volgen de ster                                          |
| 17r    | De drie koningen voor Herodes                                                            | De aanbidding door de drie koningen                                      |
| 18v    | Een engel waarschuwt de drie koningen in hun slaap om niet terug te keren naar Herodes   | De presentatie in de tempel                                              |
| 19r    | De Heilige Familie vlucht naar Egypte                                                    | De moord op de onschuldige kinderen                                      |
| 20v    | De Bruiloft in Kana                                                                      | De doop van Christus door Johannes de Doper                              |
| 21r    | Christus weerstaat de drie verleidingen van Satan                                        | Christus weerstaat de drie verleidingen van Satan                        |
| 22v    | De opwekking van Lazarus                                                                 | De intocht van Christus in Jeruzalem                                     |
| 23r    | De arrestatie van Christus met de judaskus en Petrus die de slaaf Malchus een oor afhakt | De intocht van Christus in Jeruzalem                                     |
| 24v    | Christus voor Pontius Pilatus                                                            | De geseling van Christus. De kruisdraging                                |
| 25r    | De kruisafname                                                                           | De bewening van Christus                                                 |
| 26v    | De drie Maria’s bij het lege graf van Christus                                           | Christus in het voorgeborchte                                            |
| 27r    | Maria Magdalena ziet de herrezen Christus. De Emmaüsgangers                              | De ongelovige Thomas                                                     |
| 28v    | De hemelvaart van Christus                                                               | De uitstorting van de Heilige Geest                                      |
| 29r    | De getroonde Christus tussen de vier evangelisten met hun symbolen                       | De getroonde Christus tussen de vier evangelisten met hun symbolen       |
| 30v    | Gehistorieerde initiaal B van de eerste psalm, “Beatus vir”                              | Gehistorieerde initiaal B van de eerste psalm, “Beatus vir”              |

- 13recto.
- 17recto.
- 18verso.
- 19recto.

### Het psalter (30v-185v)
Dit hoofddeel van het handschrift valt uiteen in een aantal delen. Folia 30v-166v bevatten de 150 psalmen. Daarna volgen de canticums (167r-177r), de geloofsbelijdenis van Athanasius (177v-179r), litanieën (179v-182r) en ten slotte zeven gebeden die vaak in combinatie met de psalmen gereciteerd werden (182v-184r). Hier zijn in de dertiende eeuw op de laatste twee folia (184v en 185r) nog een aantal gebeden aan toegevoegd.
De psalmen in het psalter zijn geordend volgens de Bijbelse volgorde van 1 tot 150. Hiermee is het psalter een psalterium non feriatum; de psalmen zijn niet geordend volgens de feitelijke gebruiksvolgorde tijdens de koorgebeden.
De initiaal van psalm 1 heeft een paginagrote verluchting gekregen. De initialen van de andere psalmen zijn op kleinere schaal verlucht. De eerste letter van elke nieuwe versregel van een psalm begint met een littera notabilior, een enigszins vergrote letter afwisselend in rood of blauw. De kopiist heeft er daarbij voor gezorgd dat een dergelijke letter ook telkens aan het begin van een nieuwe regel staat. Eventuele restruimte aan het einde van de laatste regel van een vers is vol gemaakt met zogenoemde regelvullers, vaak in de vorm van bladranken.
In de linkermarge van de tekst zijn op verschillende folia in een latere hand (fragmenten van) gebeden toegevoegd. Hoewel het verleidelijk is hier de hand van Lodewijk de Heilige zelf in te herkennen, is dit volstrekt niet zeker.

## De rol van het psalter binnen de opvoeding
Psalters speelden in de middeleeuwen geregeld een belangrijke rol bij de opvoeding van (adellijke) kinderen. Niet alleen waren ze bruikbaar voor de catechese, vaak werden ze ook gebruikt om kinderen te leren lezen. Het psalter van Lodewijk de Heilige was hier speciaal erg geschikt voor. De tekst van de psalmen is in grote en duidelijke letters geschreven en de verzameling miniaturen aan het begin vormt een waar plaatjesboek bij het godsdienstonderwijs. Er wordt aangenomen dat niet alleen Lodewijk zelf leerde lezen uit het handschrift maar dat het in latere eeuwen eveneens gebruikt werd als lesboek. Ook bijvoorbeeld Margaretha van Parma leerde in haar jeugd mogelijk lezen uit dit handschrift.